# Primorska plenilka
Primorska plenilka (znanstveno ime Decticus albifrons) je velika kobilica iz podreda dolgotipalčnic, ki jo prepoznamo po varovalni rjavi obarvanosti, dolgih krilih, ki segajo znatno dlje od »kolen« zadnjega para nog in svetli obarvanosti roba ščitka (pronotuma) oprsja. Kot pove ime, je plenilska vrsta, prehranjuje se z drugimi žuželkami. Značilne zanjo so tudi močne čeljusti, s katerimi razkosa svoj plen. Zadržuje se v gostem rastju, največkrat grmovju, pa tudi v drevesih.
Razširjena je po južnem delu Evrope, kjer je čutiti mediteranski vpliv in jo najdemo v notranjosti celine le posamič. V Sloveniji živi predvsem v obalni regiji, na območju Sečoveljskih solin in v dolini Dragonje. Je največja slovenska dolgotipalčnica. Morfološko je podobna sorodni travniški plenilki (Decticus verrucivorus), ki pa je zelene barve in nekoliko manjša.